# Nino Pirrotta
Nino Pirrotta (Palermo, 13 giugno 1908 – Palermo, 22 gennaio 1998) è stato un musicologo italiano.

## Biografia
Diplomato in organo e composizione al Conservatorio di Firenze nel 1930, si è successivamente perfezionato con Frazzi e Savasta. Nel 1931 si è laureato all'Università di Firenze con una tesi in storia dell'arte.
Dal 1936 al 1948 ha lavorato come docente di Storia della musica e come bibliotecario al Conservatorio di Palermo. Dal 1948 al 1955 è stato direttore della biblioteca del Conservatorio di Santa Cecilia a Roma.
Nel 1956 si è trasferito a Boston e ha insegnato nel dipartimento di musica della Harvard University, di cui diviene preside dal 1965 al 1968. Ha tenuto corsi anche alla Princeton University e alla Columbia University. Dal 1972 è tornato a Roma come titolare della cattedra di storia della musica all'Università di Roma.
Pirrotta è stato membro dell'Accademia Nazionale dei Lincei, consigliere dell'Accademia Nazionale di Santa Cecilia, membro dell'American Academy of Arts and Sciences, membro onorario della Royal Music Association e tra i fondatori della dell'Association Internationale des Bibliothèques. Dal 1968 è stato direttore delle Harvard Publications in Music.
Autore di numerose pubblicazioni sulla musica antica, i suoi saggi si caratterizzano per chiarezza e vastità di orizzonti culturali.

## Opere
- Lirica monodica trecentesca, Le Monnier, Firenze 1936
- Pier Iacopo Martello: "Et in Arcadia ego", ma "cum modo",Leo S. Olschki, Firenze 1945
- Il Codice Estense lat. 568 e la musica francese in Italia al principio del '400, Presso la reale Accademia di scienze lettere e arti, Palermo 1946
- Il codice di Lucca: 1. descrizione e inventario, American Institute of Musicology, Rome 1949
- Il codice di Lucca: 3. Il repertorio musicale, con Ettore Li Gotti, American Institute of Musicology, Rome 1951
- Temperamenti e tendenze nella Camerata fiorentina, Atena, Roma 1953
- The music of fourteenth century Italy, edited by Nino Pirrotta, American Institute of Musicology, S.l. 1954-1964
- Note su un codice di antiche musiche per tastiera, Fratelli Bocca, Roma 1954
- Tragédie et comédie dans la Camerata fiorentina, par Nino Pirrotta, Éditions du Centre national de la recherche scientifique, Paris 1954
- Marchettus de Padua and the Italian ars nova, American institute of musicology, S.l. 1955
- Falsirena e la più antica delle cavatine, Leo S. Olschki, Firenze 1956
- Cronologia e denominazione dell'ars nova italiana, Université de Liège, Liège 1959
- Ballate e soni secondo un grammatico del Trecento, G. Mori, Palermo 1961
- Piero e l'impressionismo musicale del secolo 14., Centro di studi sull'Ars nova italiana del Trecento, Certaldo 1962
- Dante musicus: gothicism, scholasticism and music, by Nino Pirrotta, The mediaeval academy of America, Cambridge (Mass.) 1968
- Scelte poetiche di Monteverdi, ERI, Roma 1968
- Li due Orfei: da Poliziano a Monteverdi, con un saggio critico sulla scenografia di Elena Povoledo, ERI, Torino 1969
- Tradizione orale e tradizione scritta della musica, Centro di studi, Certaldo 1970
- Two Anglo-Italian pieces in the manuscript Porto 714, W. Fink, München 1970
- Ricercare e variazioni su O rosa bella, Olschki, Firenze 1972
- Note su Marenzio e il Tasso, Ricciardi, Milano 1973
- Don Giovanni in musica, La Goliardica, Roma 1974
- Willaert e la canzone villanesca, Leo S. Olschki, Firenze 1980
- Un'altra congregazione di Santa Cecilia, Olschki, Firenze 1983
- Malipiero e il filo d'Arianna, Olschki, Firenze 1984
- Musica tra Medioevo e Rinascimento, G. Einaudi, Torino 1984
- "Dolci affetti": i musici di Roma e il madrigale, Olschki, Firenze 1985
- I musicisti nell'epistolario di Metastasio, Accademia nazionale dei Lincei, Roma 1985
- Scelte poetiche di musicisti. Teatro, poesia e musica da Willaert a Malipiero, Marsilio, 1987, Premio Viareggio per la Saggistica[3]
- Don Giovanni in musica. Dall'"Empio punito" a Mozart, Marsilio, 1991, ISBN 88-317-5475-0; nuova edizione 1999, ISBN 88-317-7187-6
- Claudio Monteverdi, veneziano d'adozione, L.S.Olschki, Firenze 1994
- Poesia e musica e altri saggi, La Nuova Italia, 1994